# Реквием (Дженкинс)
Реквием (лат. Requiem — заупокойная месса) — сочинение Карла Дженкинса для солистов, хора и оркестра, написанное в 2005 году. Премьера состоялась 2 июня 2005 года в Лондонском Southwark Cathedral.
Первыми исполнителями стали Филармонический оркестр Западного Казахстана и сводный хор коллективов города Уэльса (Côr Caerdydd, Serendipity и Cytgan). Солисты Nicole Tibbels (сопрано), Clive Bell (Сякухати), Sam Landman (дискант) и Catrin Finch (арфа). Дирижировал автор.
Российская премьера состоялась 22 января 2010 года в Большом зале Санкт-Петербургской филармонии, в исполнении Академического симфонического оркестра филармонии, Хора Санкт-Петербургского государственного университета. Солисты: Кира Логинова (сопрано), Анисс Бен Гамра (дискант). Дирижер – Эдуард Кротман.

## Структура произведения
Произведение состоит из 13 частей:
1. Introit
2. Dies irae
3. The snow of yesterday (Hana to mishi)
4. Rex tremendae
5. Confutatis
6. From deep in my heart (Kokoro kara)
7. Lacrimosa
8. Now as a spirit (Hitodama de)
9. Pie Jesu
10. Having seen the moon (Tsuki mo mite)
11. Lux aeterna
12. Farewell (Mame de iyo)
13. In paradisum

Помимо основных частей Реквиема композитор добавил Pie Jesu (9) и In Paradisum (13) – эти части ранее уже появлялись в реквиемах Форе и Дюрюфле. Традиционные части заупокойной мессы перемежаются японскими хайку о жизни и смерти, переплетая два взгляда: западный и восточный. В начале реквиема отчетливо чувствуется контраст между литургическим понятием о смерти и восприятием её в природе. Однако ближе к концу эта полярность исчезает − слова двух последних хайку смешиваются с текстами Benedictus и Agnus Dei.

### Перевод 3, 6, 8, 10 и 13 частей
| Hana to mishi Yuki wa kinouzo Moto no mizu (Gozan)                       | Kokoro kara Yuki utsukushi ya Nishi no kumo (Issho)                 | Hitodama de Yukuki sanjiya Natsu no hara (Hokusai) | Tsuki mo mite Ware wa konoyowo Kashiku kana (Kaga-No-Chiyo)         | Mame de iyo Miwa nara washino Kusa no tsuyu (Banzan)       |
| Вчерашний снег, опавший как цветы вишни, снова стал водой                | Из глубины моего сердца как прекрасны снежные облака на западе      | Теперь как дух я буду блуждать по летним полям     | Увидев луну, даже я прощаюсь с этой жизнью с благословением         | Прощай, я умираю потому что все вещи подобны росе на траве |
| The snow of yesterday that fell like cherry blossoms is water once again | From deep in my heart how beautiful are the snow clouds in the west | Now as a spirit I shall roam the summer fields     | Having seen the moon even I take leave of this life with a blessing | Farewell I pass as all things do like dew on the grass     |

## Состав исполнителей
- Смешанный хор
- Сопрано соло
- Дискант соло
- Сякухати - Японская бамбуковая флейта
- 2 Валторны in F
- Литавры
- Ударные – три исполнителя: 
  - glockenspiel, bamboo chimes, tubular bell (lowest possible A), surdo, darabuca, hi-hat/side drum
  - mark tree, tambourine, cymbals, suspended cymbal/2 low floor tom-toms
  - triangle, rainstick, bass drum, 2 tam-tams
- Арфа
- Струнный оркестр

## Записи
Многие произведения Карла Дженкинса были выпущены в авторском исполнении на дисках и к моменту 70-летия композитора дискография насчитывала более 25 CD. Не стал исключением и "Реквием". Он был записан в 2005 году и вышел в одном альбоме вместе с произведением "In These Stones Horizons Sing" (В этих камнях горизонты поют), написанным годом ранее.